# Collombey-Muraz
Collombey-Muraz is een gemeente in het Zwitserse kanton Wallis, en maakt deel uit van het district Monthey.
Collombey-Muraz telt 7.982 inwoners.

## Geschiedenis
Voor het eerst wordt genoemd in 1263 Columberio en in 1283 Mura.
In 1787 wordt de Bürgergemeinde opgericht.

## Indeling gemeente
De gemeente bestaat uit de plaatsen Collombey-le-Grand, Collombey-le-Petit, Muraz en Illarsaz.

## Geboren
- Yvan Quentin (1970), voetballer